# Francesco Flachi
Francesco Flachi (né le 8 avril 1975 à Florence) est un footballeur italien. Il jouait au poste d'attaquant et s'est fait principalement remarquer pendant son passage à la Sampdoria où il était l'un des chouchous des supporters. Il est le troisième meilleur buteur de l'histoire du club avec 111 buts, derrière Roberto Mancini (132 buts) et Gianluca Vialli (126 buts).

## Début de carrière
Formé à la Fiorentina il fait ses débuts en équipe première au cours de la saison 1993-1994. Le club évolue en Serie B et il participe à la remontée du club Florentin en Serie A en disputant 12 matchs et marquant 2 buts.
Les deux saisons suivantes il doit se contenter de 22 matchs en Série A. Il faut dire qu'il passe derrière le redoutable duo des Ba-Ba : Gabriel Batistuta et Francesco Baiano.
Il est prêté deux fois en Serie B. Lors de la saison 1996-1997 à Bari et entre janvier 1998 et juin 1998 à Ancône.
Malgré ses expériences plutôt concluantes, il ne parvient toujours pas à s'imposer dans le club Florentin en étant barré par le Belge Luis Oliveira et l'éternel Gabriel Batistuta. Il quitte donc le club lors de l'été 1999.

## Ses belles années à la Sampdoria
Lorsque Francesco Flachi arrive à la Sampdoria le club vient d'être relégué en Serie B. Le club va mettre 4 ans pour remonter en Serie A mais d'un point de vue personnel Flachi va s'imposer tout de suite comme un titulaire indiscutable. Il marque 47 buts au cours de ces quatre saisons de Série B.
Une fois le club revenu dans l'élite il participe activement à son renouveau. Le club finit à la huitième place en 2003-2004 et à la cinquième place en 2004-2005. Le club retrouve donc la coupe d'Europe au cours de la saison 2005-2006 après sept ans d'absence.
Il est l'un des chouchous des supporters mais l'histoire se termine mal puisqu'il est contrôlé positif à la cocaïne en janvier 2007. Il est suspendu pour deux ans par la fédération Italienne et son contrat avec la Samp est rompu. Malgré cela il laisse un grand souvenir aux supporters de la Sampdoria, il a marqué 87 buts pour le club en championnat.

## Fin de carrière
Après sa suspension de deux ans il fait son retour en janvier 2009 en Serie B avec Empoli marquant 3 buts en 13 matchs.
Pour la saison 2009-2010 il joue encore en Série B avec Brescia. Il est recontrôlé positif à la cocaïne un jour de neige, le 13 janvier 2010. Le tribunal antidopage du Comité Olympique italien lui inflige une suspension de 12 ans en juin 2010, ce qui signifie l'arrêt de sa carrière.

## Statistiques en championnat
| Année     | Équipe        | Championnat | Matchs | Buts |
| --------- | ------------- | ----------- | ------ | ---- |
| 1993-1994 | AC Fiorentina | Serie B     | 12     | 2    |
| 1994-1995 | AC Fiorentina | Serie A     | 21     | 2    |
| 1995-1996 | AC Fiorentina | Serie A     | 3      | 0    |
| 1996-1997 | Bari          | Serie B     | 21     | 3    |
| 1997-1998 | AC Fiorentina | Serie A     | 3      | 0    |
| 1997-1998 | Ancône        | Serie B     | 17     | 10   |
| 1998-1999 | AC Fiorentina | Serie A     | 0      | 0    |
| 1999-2000 | Sampdoria     | Serie B     | 28     | 5    |
| 2000-2001 | Sampdoria     | Serie B     | 34     | 17   |
| 2001-2002 | Sampdoria     | Serie B     | 37     | 16   |
| 2002-2003 | Sampdoria     | Serie B     | 35     | 9    |
| 2003-2004 | Sampdoria     | Serie A     | 28     | 11   |
| 2004-2005 | Sampdoria     | Serie A     | 35     | 14   |
| 2005-2006 | Sampdoria     | Serie A     | 31     | 11   |
| 2006-2007 | Sampdoria     | Serie A     | 13     | 4    |
| 2007-2008 | -             | -           | -      | -    |
| 2008-2009 | Empoli        | Serie B     | 13     | 3    |
| 2009-2010 | Brescia       | Serie B     | 14     | 2    |

Totaux :
- 134 matchs et 42 buts en Serie A
- 211 matchs et 67 buts en Serie B
- 6 matchs et 2 buts en Coupe de l'UEFA